# Øllebrød

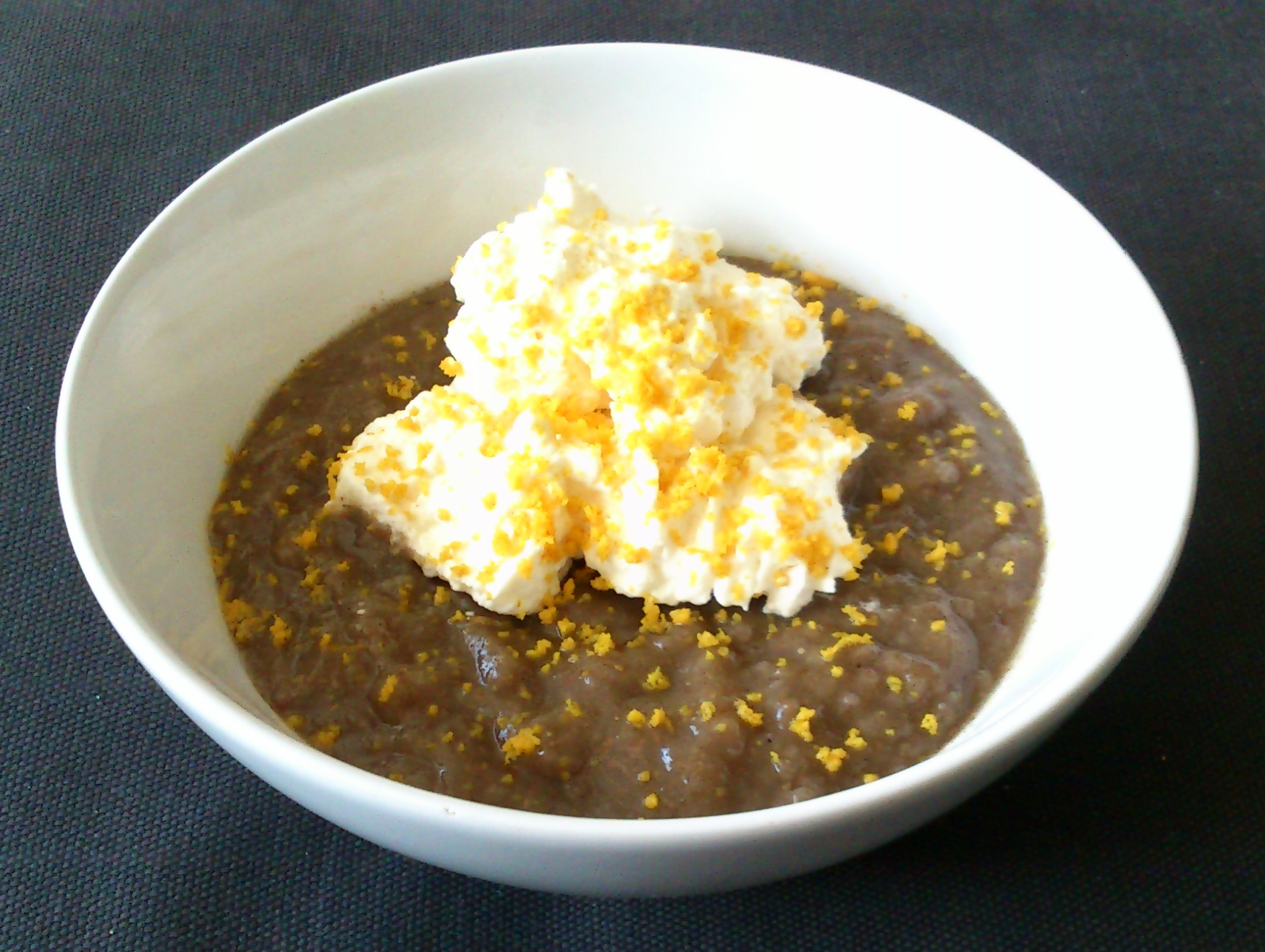
Øllebrød podane z bitą śmietaną i tartą skórką pomarańczy

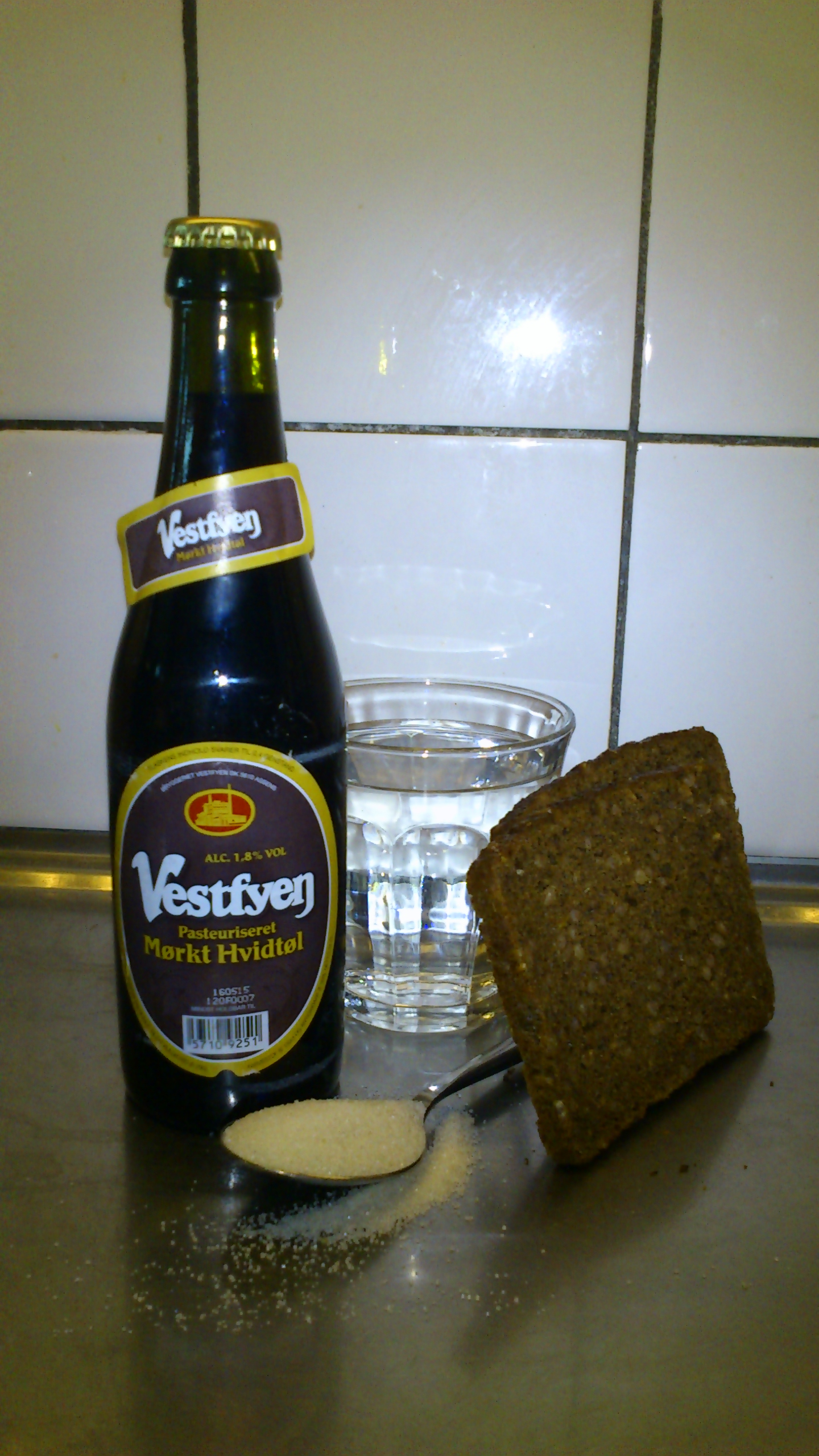
Tradycyjne składniki øllebrød.

Øllebrød – tradycyjna potrawa kuchni duńskiej. Jej głównym składnikiem jest czerstwy rugbrød (rodzaj ciemnego żytniego pieczywa), rozgotowany w piwie słodowym, ciemnym, słodkim.

## Pochodzenie
Pomysł na potrawę przypisuje się mnichom. Żyjąc skromnie, do przyrządzania posiłków wykorzystywano wszystko, co było dostępne, piwo i czarny chleb były zaś podstawowymi surowcami dostępnymi w klasztorach. Początkowo potrawę przyrządzano z czerstwego chleba. Ze względu na ubóstwo nie pozwalano, by marnowały się resztki pożywienia. Obecnie dopuszczalna jest każda forma chleba ciemnego.

## Współczesne sposoby podawania
Øllebrød serwowane jest głównie na śniadanie, jednakże jadane jest również o innych porach dnia. Jest potrawą sycącą i rozgrzewającą. Może być podawane z dodatkiem cukru, cynamonu, laski wanilii, skórki pomarańczy lub cytryny, mleka, doprawione lub udekorowane śmietaną, bitą śmietaną lub utartym żółtkiem jajka. Współczesne wariacje dopuszczają stosowanie różnych rodzajów chleba i piwa.